# Бойківське
Бо́йківське (до 1935 — Остгайм, Великокраснощекове, в 1935—2016 — Тельманове) — селище в Україні у Кальміуському районі Донецької області, розташоване за 67 км від Донецька. Центр Бойківської громади. Контролюється терористичним утворенням «ДНР» із вересня 2014 року.

## Географія
На південній стороні від селища бере початок річка Харцизька, права притока Грузького Єланчика.

## Населення

### Мова
Розподіл населення за рідною мовою за даними перепису 2001 року:
| Мова            | Кількість | Відсоток |
| --------------- | --------- | -------- |
| українська      | 3030      | 57.46%   |
| російська       | 2213      | 41.97%   |
| грецька         | 14        | 0.27%    |
| білоруська      | 8         | 0.15%    |
| вірменська      | 2         | 0.04%    |
| німецька        | 1         | 0.02%    |
| інші/не вказали | 5         | 0.09%    |
| Усього          | 5273      | 100%     |

## Клімат
У селищі вологий континентальний клімат, з м'якою зимою та теплим літом. Середньорічна температура становить +9,4 °C.
Найпрохолодніший місяць — січень, із середньою температурою −4,4 °C, найтепліший місяць — липень, з середньою температурою +22,6 °C.
Опадів більше випадає у червні, у середньому 59 мм, найменше у жовтні — 29 мм опадів. У рік випадає близько 523 мм опадів.
| Кліматограма Бойківська                                                                        | Кліматограма Бойківська | Кліматограма Бойківська | Кліматограма Бойківська | Кліматограма Бойківська | Кліматограма Бойківська | Кліматограма Бойківська | Кліматограма Бойківська | Кліматограма Бойківська | Кліматограма Бойківська | Кліматограма Бойківська | Кліматограма Бойківська |
| ---------------------------------------------------------------------------------------------- | ----------------------- | ----------------------- | ----------------------- | ----------------------- | ----------------------- | ----------------------- | ----------------------- | ----------------------- | ----------------------- | ----------------------- | ----------------------- |
| С                                                                                              | Л                       | Б                       | К                       | Т                       | Ч                       | Л                       | С                       | В                       | Ж                       | Л                       | Г                       |
| 45 −1 −7                                                                                       | 36 −1 −7                | 33 5 −2                 | 39 15 6                 | 47 22 12                | 59 26 16                | 53 28 18                | 43 27 17                | 41 21 12                | 29 14 5                 | 42 6 0                  | 55 2 −4                 |
| Середня макс. і мін. температури повітря (°C) Атмосферні опади (мм), за рік : 522 мм. Джерело: |                         |                         |                         |                         |                         |                         |                         |                         |                         |                         |                         |

## Історія
Євангелістське село, засноване 1869 року під назвою Остгайм. Одна з перших німецьких колоній в Донській області, економічний центр регіону. Засновники — 28 сімей із колонії Ноєгофнунг. Євангелістської сепаратистської громади Нойгофнунг, Остгайм (з 1876 року). Церква. Землі 3305 десятин (1915; 37 подвір'їв). Парові млини, вітряки, цегельний завод, два торговельних доми, споживчий кооператив (1903; з 1923 сільськогосподарський кредитний і кооператив зі збуту). Сільрада (1926). Молокозавод (1927). Колгосп ім. Сталіна «Остгайм» та ім. XVII партз'їзду. МТС (1932). Середня школа (1935). Місце народження професора А. А. Лішке (1919—1990), хірурга А. Бельца, священника та історика А. Бухмана. Мешканців: 203 (1873), 236 (1911), 421 (1915), 362 (1919), 300 (1925), 755 (1935).
7 (20) листопада 1917 року, відповідно до Третього Універсалу Української Центральної Ради, увійшло до складу Української Народної Республіки.

### Визвольні змагання
До Другої світової війни — місце компактного проживання німців.
У часи Німецько-радянської війни червоні війська відійшли з Тельманового 13 жовтня 1941 року.
Після війни німці були «зачищені», на їхнє місце після радянсько-польського обміну ділянками територій 1951 року до селища були депортовані бойки (514 осіб) із села Чорне Нижньо-Устрицького району Дрогобицької області.

### Російсько-українська війна
21 серпня під Бойківським загинули від обстрілу російськими терористами вояки 145-го окремого ремонтно-відновлювального полку молодший лейтенант Олександр Коломієць і сержант Артур Фігурський. 24 серпня 2014 року пропагандистські російські ЗМІ розповсюдили неправдиву інформацію, що терористи зайняли Бойківське. Цю інформацію того самого дня спростувала пресслужба АТО
2 вересня з'явилася інформація, що зранку 1 вересня «невідомі особи» з автоматичною вогнепальною зброєю захопили адміністративну будівлю Бойківської РДА.
7 вересня ввечері прикордонний наряд відбив атаку терористів біля Бойківського, захоплено автомобіль «ВАЗ», у якому виявлена проросійська література.
З інформації, яку оприлюднено 11 вересня речником РНБО, випливає, що під контроль бойовиків потрапили Кальміуське і Бойківське, унаслідок цього Україна перестала контролювати східну ділянку державного кордону.
У липні 2015 року внаслідок бомбардування з важкої техніки зі сторони терористів у Бойківському зруйнований Свято-Михайлівський храм УПЦ КП.
26 жовтня 2021 року трохи на південь від селища знаходилось дві гаубиці Д-30 російсько-терористичних військ, з яких окупанти вели вогонь по підрозділах Об'єднаних сил розташованих в районі населеного пункту Гранітне. Внаслідок обстрілу двоє українських військових було поранено, один із них загинув. У відповідь українськими військовими було вперше застосовано БПЛА Bayraktar TB2 для удару по противнику.

## Населення
Населення смт Бойківського, станом на 1 січня 2019 року, налічувало — 4315 осіб.
За даними перепису 2001 року населення смт становило 5273 особи, із них 57,46 % зазначили рідною мову українську, 41,97 % — російську, 0,27 % — грецьку, 0,15 % — білоруську, 0,04 % — вірменську, 0,02 % — циганську та німецьку мови.
Динаміка населення Бойківська

## Відомі люди

### Народилися
- Август Лішке (1919 — 1990) — професор, хірург А. Бельца, священник та історик А. Бухмана.
- Євген Наумов — український журналіст та письменник, писав українською та російською мовами, член Спілки письменників СРСР,
- Роман Пасічка — спортсмен, майстер спорту України з гирьового спорту.
- Гайнріх Фінк[de] — німецький науковець та протестантський богослов, ректор Гумбольдтського університету Берліна у 1990—1991 роках.

## Додаткова література
- Тельманове — Інформаційно-пізнавальний портал | Донецька область у складі УРСР [Архівовано 7 квітня 2013 у Wayback Machine.] (На основі матеріалів енциклопедичного видання про історію міст та сіл України, том — Історія міст і сіл Української РСР. Донецька область. — К.: Головна редакція УРЕ АН УРСР, 1970. — 992 с.
- «Каталог річок України» — Видавництво АН УРСР, Київ, 1957.